# Adolf Exner
Pour les articles homonymes, voir Exner.
Adolf Exner, né le 5 février 1841 à Prague et mort le 10 septembre 1894 à Kufstein, région du Tyrol, est un juriste et professeur de droit autrichien.

## Biographie

### Liens familiaux
Adolf Exner est frère de l'épistolaire Marie von Frisch et le père de l'artiste Nora Exner.

## Sources
- (de)  Exner Adolf . In: Österreichisches Biographisches Lexikon 1815–1950 (ÖBL). Band 1. Verlag der Österreichischen Akademie der Wissenschaften, Wien 1957, S. 274.
- (de) Ivo Pfaff, « Exner, Adolf », dans Allgemeine Deutsche Biographie (ADB), vol. 48, Leipzig, Duncker & Humblot, 1904, p. 456-459
- (de) Irmgard Smidt (Hrsg.): Aus Gottfried Kellers glücklicher Zeit. Der Dichter im Briefwechsel mit Marie und Adolf Exner. Vorwort von Karl von Frisch, Theodor Gut Verlag, Zürich 1981 (1988), DNB.  (ISBN 3-85717-004-2)
- (de) Eduard Kranner: Gottfried Keller und die Geschwister Exner. Kellers Freundschaft mit dem illustren Wiener Rechtslehrer und seiner lebensfrohen Schwester. Schwabe, Basel 1960 DNB
- (en) Deborah R. Coen: Vienna in the Age of Uncertainty: Science, Liberalism and Private Life, University of Chicago 2007,  (ISBN 0-226-11172-5)